# Blood Brothers (Musical)
Blood Brothers (deutsch „Blutsbrüder“) ist ein Musical von Willy Russell.
Uraufführung war 1983 in Liverpool. Bis zum 10. November 2012 wurde das Stück im Phoenix-Theater in London aufgeführt.

## Handlung
Das Stück spielt in den 1960er und 1970er Jahren in Liverpool.
Mrs. Johnstone leidet unter Armut. Sie hat schon fünf Kinder, erwartet Zwillinge und beschließt, eines der beiden Babys ihrer unfruchtbaren Arbeitgeberin (Mrs. Lyons, bei der Mrs. Johnstone als Putzfrau arbeitet) zu überlassen. Mrs. Johnstone ist sehr abergläubisch, deshalb behauptet Mrs. Lyons: „Wenn sie es erfahren (dass sie Zwillinge sind), werden sie beide sterben.“ Damit will sie verhindern, dass Mrs. Johnstone von dem weggegebenen Sohn erzählt. Die beiden Söhne (Eddie und Mickey) wachsen demnach in höchst unterschiedlichen Verhältnissen auf und wissen nichts von der Existenz des jeweils anderen. Per Zufall lernen sie sich kennen und schließen Blutsbrüderschaft.
Wie sie in unterschiedlichen Milieus und Wertvorstellungen aufwachsen, stellt den Großteil des Stückes dar, wobei die beiden immer wieder aufeinandertreffen. Natürlich verlieben sie sich in dasselbe Mädchen (Linda) und geraten nicht nur deswegen, sondern auch aus Neid und Eifersucht auf das Leben des jeweils anderen immer öfter aneinander.
Letztendlich ist der Neid Mickeys (des „Armen“) auf Eddie so groß, dass er in eine Stadtratssitzung platzt, um Eddie zu erschießen: Mickey vermutet, dass Eddie der eigentliche Vater seines Sohnes ist. In dieser Szene gesteht Mrs. Johnstone ihren Söhnen, dass sie Zwillinge sind, woraufhin beide (Eddie von Mickey, Mickey von der Polizei) erschossen werden.
Einige weitere Handlungsnebenstränge ziehen sich durchs ganze Stück. So wird z. B. die Ehe von Mrs. Lyons und ihrem Mann (Industrieller, der nichts von dem „falschen“ Sohn weiß) durch Mrs. Lyons wachsende Hysterie zerrüttet. Der Bruder von Mickey (Sammy) landet immer wieder im Gefängnis. Mickeys und Lindas Liebe erfährt stets neue Belastungsproben.

## Dramaturgie
Die erste Szene (Ouvertüre) nimmt das Finale vorweg. Das Spannende ist also nicht, dass es passiert, sondern wie es so weit kommen kann.
Ein Erzähler führt durch das ganze Stück.

## Musik
- Marilyn Monroe (Mrs.Johnstone)
- Shoes upon the table (Erzähler)
- Kid games (Linda, Mickey, Ensemble)
- Easy Terms (Mrs.Johnstone)
- My Child (Mrs.Lyons, Mrs.Johnstone)
- I’m not saying a word (Eddie)
- Miss Jones (Mr.Lyons)
- Tell me it´s not true (Mrs.Johnstone)

## Inszenierungen
- 2022 – Lichtenbergerbühne, Lichtenberg

Regie: Raimund Stangl
- 2018 – Bruno, Sommerfestspiele Brunn am Gebirge[1]

Regie: Dean Welterlen, musikalische Leitung: Jeff Frohner
- 2018 – Musical-Company Pinneberg e.V., Pinneberg

Regie: Juliane Dawideit, musikalische Leitung: Thorsten Stoye
- 2016 – spiel.raum Stuhr e.V. in Zusammenarbeit mit der BMTA

Regie: Das Ensemble, Co-Regie und musikalische Leitung: Wilhelm Eugen Mayr
- 2014 – Das Meininger Theater

Regie: Stanislav Mosa, musikalische Leitung: Arturo Alvarado/Fiona Macleod, Erzähler: Michael Jeske
- 2014 – Katielli-Theater Datteln

Regie: Bernd Julius Arends / Katharina Koch, musikalische Leitung: Miriam Lotz
- 2012 – Theater im Neukloster

Regie: Florian Scherz, musikalische Leitung: Klemens Patek, Erzähler: Florian Scherz
Mrs. Johnston: Michaela Mikesch, Mickey: Andreas Steiner, Eddie: Klemens Patek
- 2011 – Piehls Showpalast Eckernförde

Regie, Choreographie und musikalische Leitung: Claudia Piehl (Piehl-Entertainment & JJActs), Erzähler: Martin Rönnebeck
Eddie: Wolfgang Hamann, Mickey: Jes Jessen
- 2010 – Staatstheater Nürnberg (Tafelhalle).

Regie: Klaus Kusenberg, musikalische Leitung: Bettina Ostermeier, Choreographie: Sebastian Eilers, Erzähler: Frank Damerius
Mrs Johnstone: Elke Wollmann, Mickey: Marco Steeger, Edward: Thomas L. Dietz
- 2009 Stadthalle Eckernförde.

Regie, Choreographie und musikalische Leitung: Claudia Piehl (Piehl-Entertainment & JJActs), Erzähler: Martin Rönnebeck
Eddie: Wolfgang Hamann, Mickey: Jes Jessen
- 2009 – Waldbühne Kloster Oesede, Georgsmarienhütte, Weltpremiere an einer Freilichtbühne

Regie: Max Messler, Anna-Lena Handt, musikalische Leitung: Georgi Gürov
Mrs. Johnstone: Sonja Schwartz, Melanie Krupke; Mrs. Lyons: Karen Gülker, Ellen Schaeben, Mickey: Robby Plücker, Steffen Jankowski, Eddie: Lars Linnhoff, Robby Plücker
- 2007 – Stadttheater Wilhelmshaven

Regie: Michael Blumenthal, musikalische Leitung: Udo Becker, Choreographie: Jörg Löwer
Mrs. Johnstone: Susanne Menner, Mrs. Lyons: Katrin Rehberg
- 2005 – Theater St. Gallen

Regie: Josef E. Köpplinger; musikalische Leitung: Jeff Frohner; Choreographie: Ricarda R. Ludigkeit
Mrs. Johnstone: Dagmar Hellberg, Mrs. Lyons: Sigrid Hauser
- 1999 – Wien, Theater Akzent

Regie: Josef E. Köpplinger; musikalische Leitung: Walter Lochmann; Choreographie: Ricarda R. Ludigkeit
Mrs. Johnstone: Sona MacDonald, Mrs. Lyons: Maya Hakvoort
- 1997 – St. Gallen OLMA-Halle Schweizer Erstaufführung

Regie: Bruno Broder, musikalische Leitung: Ralph Hufenus